# Diamet

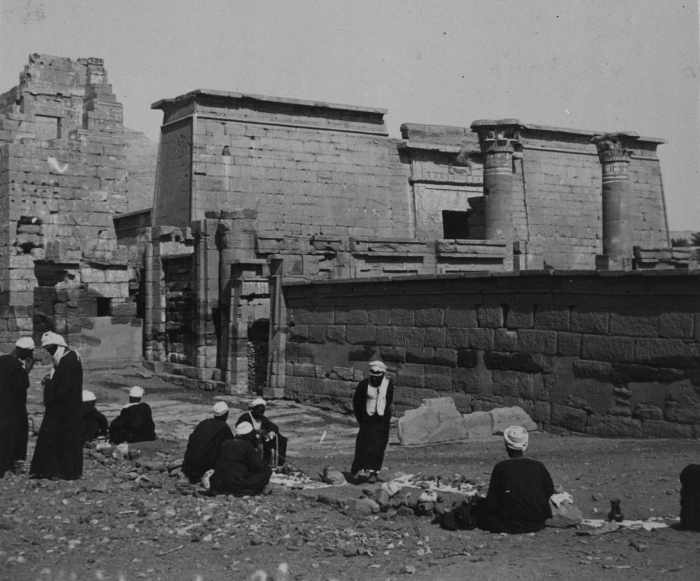
Detall de Medinet Habu, 1905-1910

Diamet (Djamet, Djeme o Tjamet, en copte: Gemé) fou un lloc de l'antic Egipte que avui es diu Madinet Habu. El nom actual és àrab i significa 'la ciutat d'Habu', potser en referència a l'arquitecte de la dinastia XVIII, Amenhotep fill d'Hapu (o Habu), el temple del qual es troba a uns 300 metres del complex, o potser en referència a hebu, el nom egipci de l'ibis, emblema del déu Thot. El nom antic podria fer referència a txau-muwe, el nom d'un temple començat per Hatshepsut i restaurat per Horemheb, Seti I, Ramsès III, que va ser modificat en època grecoromana. El temple, dedicat a Amon, es va edificar sobre les restes d'un temple anterior de l'Imperi Mitjà, que podia haver estat dedicat a l'Ogdoade. La zona on s'ubica el temple era coneguda des de l'Imperi Mitjà amb el nom de mont de Djeme. Les restes del petit temple es troben dins del complex.
A Medinet Habu, es troba també el temple mortuori de Ramsès III i el palau del faraó, entre altres edificacions.
Fou un centre administratiu amb l'Imperi Nou. També serví de refugi, en èpoques de revoltes i malestar, als treballadors i funcionaris a l'acabament de la dinastia XX i durant el tercer període intermedi; encara queden restes de cases d'aquesta època dins del complex de Medinet Habu. A l'època romana i cristiana, s'hi va fer una ciutat de la qual encara en queden restes.